# Carlos Pigem
Carlos Pigem Xammar (7 juni 1990) is een Spaanse golfprofessional. 

## Amateur
Carlos wilde eigenlijk voetballer worden, maar die droom kan ten einde toen hij als keeper een aantal botjes in zijn handen brak. Op advies van zijn vader ging hij maar golf spelen. Hij kreeg onder meer les op de Boonchu Golf Academy. Sinds 2008 speelde hij toernooien die meetelden voor de wereldranglijst.
In 2011 werd hij 2de bij het NK Jeugd en 3de bij de Biarritz Cup. Hij werd in Bogogno 2de bij Stage 1 van de Tourschool maar haalde geen spelerskaart dus hij bleef nog een jaar amateur.

In 2012 werd hij kampioen van Barcelona, won hij het NK Strokeplay en won hij het studentenwereldkampioenschap. Hij ging weer naar de Tourschool, ditmaal in Fleesensee, en eindigde met -6 op de 13de plaats. Stage 2 was voor hem in Las Colinas, waar Tim Sluiter met -16 won en Pigem met level par op de 46ste plaats eindigde.

Begin 2013 ging hij als amateur naar de Tourschool van de Aziatische PGA Tour, hij behaalde zijn spelerskaart en werd professional.

### Gewonnen
- 2009: Biarritz Cup
- 2012: Spaans Amateur (Strokeplay), World University Championship, Barcelona Kampioenschap

## Professional
Pigem speelt in 2013 dus in Azië. 